# Saint-Firmin-des-Bois
 Saint-Firmin-des-Bois  es una población y comuna francesa, situada en la región de Centro, departamento de Loiret, en el distrito de Montargis y cantón de Château-Renard.

## Demografía
| 327 | 267 | 272 | 281 | 362 | 419 |
| Para los censos de 1962 a 1999 la población legal corresponde a la población sin duplicidades (Fuente: INSEE [Consultar]) |     |     |     |     |     |